# Duchi di Teck

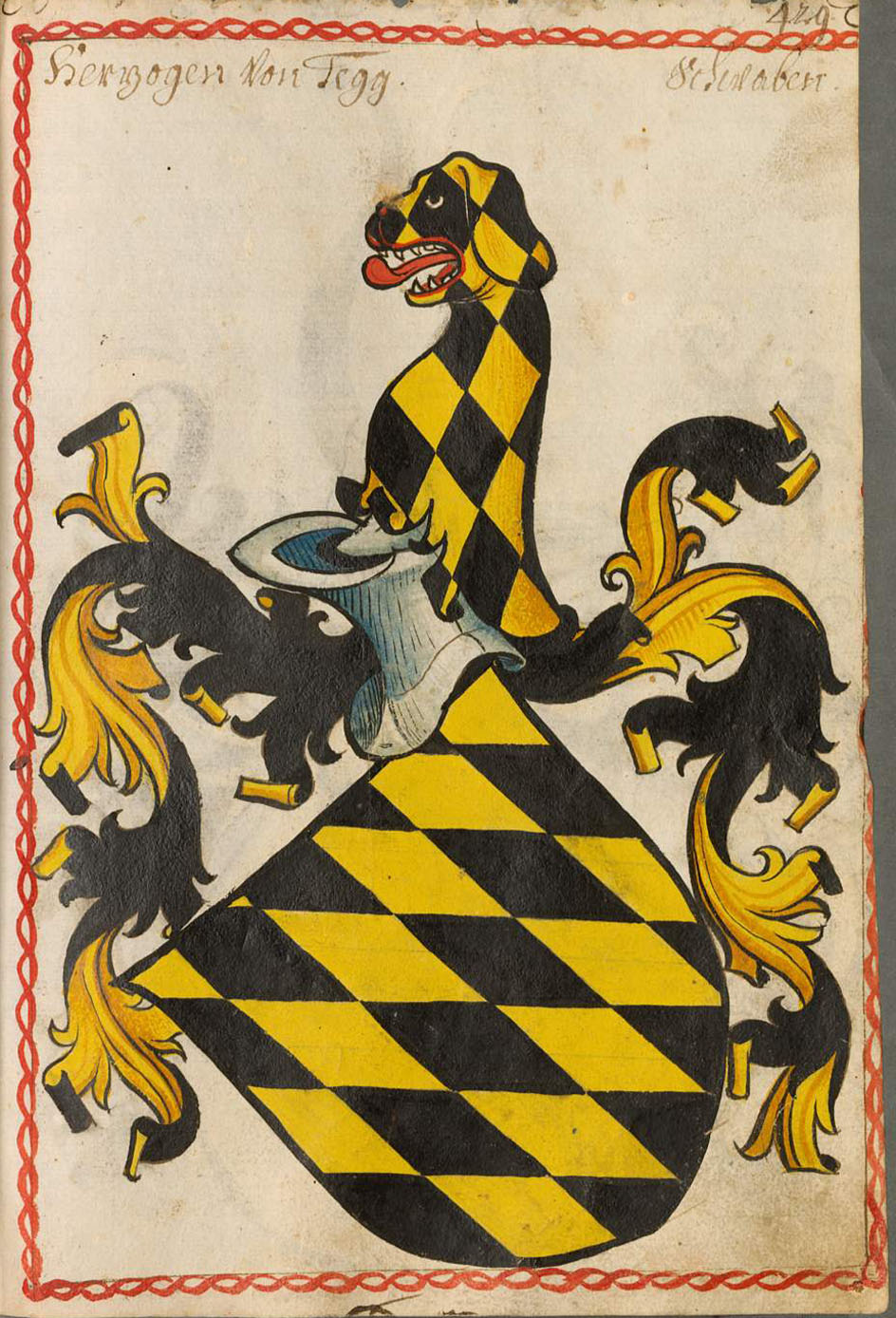
Stemma dei duchi di Teck

Per Duca di Teck si intende, nel corso del Medioevo, un titolo assegnato al responsabile del principato tedesco di Teck e ai dintorni del suo castello, così identificato nel Sacro Romano Impero.
Quel territorio appartenne, tra il 1187 ed il 1439, ad una genealogia parallela alla dinastia Zähringen, noto storicamente come il primo casato di Teck. Il titolo fu ricreato nel 1871 nel Regno di Württemberg per un cugino del suo re, Carlo.

## Dal 1187 al 1439
Adalberto, figlio di Corrado di Zähringen, eredita i possedimenti di suo padre intorno al castello di Teck tra Kirchheim e Owen. Dopo la morte di suo fratello, Bertoldo IV, Duca di Zähringen nel 1186, Adalberto adotta il titolo di Duca di Teck.
Nel XIII secolo, la famiglia si divise nelle linee di Teck-Oberndorf e Teck-Owen. I duchi di Teck-Oberndorf si estinsero nel 1363 e Federico di Teck-Owen vendette i loro possedimenti al Conte di Hohenberg. Nel 1365, i Duchi di Teck-Owen vennero in possesso di Mindelheim, ma dovettero, nel 1381, vendere le loro terre intorno al castello di Teck ai conti di Württemberg. L'ultimo membro di quella linea genealogica, Ludovico di Teck, patriarca di Aquileia dal 1412, morì nel 1439.

## Dal 1495 al 1871
Nel 1495 l'imperatore Massimiliano I eleva il Conte Eberardo von Württemberg allo status di regnante Duca di Württemberg, concedendogli anche il defunto titolo di Duca di Teck.

## Dal 1871

Stemma di Teck 1871-1917

Nel 1871, gli ormai re di Württemberg crearono il titolo per il principe Francesco di Teck, figlio del Duca Alessandro di Württemberg, che si era sposato con una donna appartenente alla famiglia reale britannica. Il titolo esistette fino al 1917, quando il sovrano britannico, Giorgio V rinunciò a tutti i titoli tedeschi per conto di sé stesso e dei suoi familiari cittadini dell'impero britannico. Quando il Regno di Württemberg crollò nel 1918, il titolo si estinse.

### Creazione
Il Duca Alessandro di Württemberg sposò la Contessa Claudine Rhédey von Kis-Rhéde attraverso un matrimonio morganatico. Quindi il loro figlio maggiore Francesco non aveva diritti di successione al regno di Württemberg. Guglielmo I di Württemberg conferì nel 1863 a Francesco il titolo di Principe di Teck. Nel 1871, Carlo I di Württemberg gli conferì il titolo maggiore di Duca di Teck.

### Principe Francesco,  primo Duca di Teck
Il Principe Francesco, primo Duca di Teck, sposa, nel 1866, la principessa Maria Adelaide di Cambridge, una nipote di re Giorgio III. Poiché la coppia fu costretta a vivere con la rendita parlamentare di Maria Adelaide, il Duca e la duchessa di Teck vissero a Londra. Nel 1887, la regina Victoria, cugina della duchessa di Teck, concesse al Duca di Teck l'appellativo di sua altezza.
Nel 1892, la figlia del Duca di Teck, la principessa Vittoria Maria di Teck, sposa il principe Giorgio, Duca di York che in seguito avrebbe regnato come re Giorgio V.

### Principe Adolfo, secondo Duca di Teck
Quando il Primo Duca di Teck muore nel 1900, il Ducato passa a suo figlio maggiore, S.A.S. il principe Adolfo di Teck. Re Giorgio V, nel 1911, concesse al Secondo Duca di Teck l'appellativo di "Sua Altezza".

## Estinzione del titolo
Durante la prima guerra mondiale, i sentimenti antitedeschi convinsero re Giorgio V a cambiare il nome della casa reale, dal tedesco Casato di Sassonia-Coburgo-Gotha, a quello più inglese di, Casato di Windsor. Il Re rinunciò all'uso di tutti i titoli tedeschi sia per sé stesso che per tutti i membri della famiglia reale britannica con residenza nei confini dell'Impero Britannico.
In risposta a ciò, il Duca di Teck rinunciò al titolo di Principe di Teck e Duca di Teck nel Regno di Württemberg ed all'appellativo di sua altezza. Adolfo, insieme agli altri parenti, il principe Alessandro di Teck, adottò il nome di Cambridge, in onore del loro nonno, il principe Adolfo, Duca di Cambridge.
Adolfo fu successivamente nominato, Marchese di Cambridge, Conte di Eltham, e Visconte Northallerton fra i Pari del Regno Unito. Suo figlio maggiore adottò il titolo di Conte di Eltham come titolo di cortesia. I suoi figli minori diventarono Lord o Lady di Cambridge. Alessandro fu nominato, conte di Athlone.
Dopo la fine della prima guerra mondiale, il Regno di Württemberg diventò uno Stato all'interno della Repubblica di Weimar. Successivamente non ci furono più individui ai quali fu assegnato il titolo di Duca di Teck. L'ultimo discendente in linea maschile del principe Francesco, Duca di Teck, fu George Cambridge, II Marchese di Cambridge, figlio del principe Adolfo, Duca di Teck, deceduto nel 1981. Attualmente non esiste nessuna pretesa giuridica al titolo.